# Schitul Flămânda
Schitul Flămânda este un schit din comuna Galicea, județul Vâlcea. Datează din anii 1596-1597, din timpul lui Mihai Viteazul. A fost inițial schit de călugări. 
Ansamblul inițial a fost refăcut de mai multe ori în secolele XVIII, XIX și XX. La refacerea din secolul al XIX-lea biserica a fost tencuită și pictată din nou. Pronaosul adăpostește mormântul jupâniței Stanca, soția marelui spătar Teodosie Rudeanu (piatră funerară din 1584) și pe cel al lui Teodosie logofăt, fiul logofătului Ivan din Ruda (piatră funerară din 1621).
În prezent schitul este înscris în Lista Monumenteleor Istorice cu codul  VL-II-a-B-09964. 